# Веслування на байдарках і каное на літніх Олімпійських іграх 1984
Змагання з веслування на байдарках і каное в програмі літніх Олімпійських ігор 1984 включають в себе лише спринтерські гонки. 

## Медальний залік
| Місце               | Країна              | Золото | Срібло | Бронза | Загалом |
| ------------------- | ------------------- | ------ | ------ | ------ | ------- |
| 1                   | Нова Зеландія (NZL) | 4      | 0      | 0      | 4       |
| 2                   | Швеція (SWE)        | 2      | 4      | 0      | 6       |
| 3                   | Канада (CAN)        | 2      | 2      | 2      | 6       |
| 4                   | Румунія (ROU)       | 2      | 1      | 1      | 4       |
| 5                   | Югославія (YUG)     | 1      | 2      | 0      | 3       |
| 6                   | ФРН (FRG)           | 1      | 1      | 1      | 3       |
| 7                   | Франція (FRA)       | 0      | 1      | 3      | 4       |
| 8                   | Данія (DEN)         | 0      | 1      | 1      | 2       |
| 9                   | Іспанія (ESP)       | 0      | 0      | 1      | 1       |
| 9                   | Австралія (AUS)     | 0      | 0      | 1      | 1       |
| 9                   | Нідерланди (NED)    | 0      | 0      | 1      | 1       |
| 9                   | США (USA)           | 0      | 0      | 1      | 1       |
| Загалом (12 збірні) | Загалом (12 збірні) | 12     | 12     | 12     | 36      |

## Результати

### Чоловіки
| Дисципліна                | Золото                                                                      | Срібло                                                                    | Бронза                                                                  |
| ------------------------- | --------------------------------------------------------------------------- | ------------------------------------------------------------------------- | ----------------------------------------------------------------------- |
| Каное-одиночки, 500 м     | Ларрі Кейн (CAN)                                                            | Геннінг Ліндж Якобсен (DEN)                                               | Костіке Олару (ROU)                                                     |
| Каное-одиночки, 1000 м    | Ульріх Ейке (FRG)                                                           | Ларрі Кейн (CAN)                                                          | Геннінг Ліндж Якобсен (DEN)                                             |
| Каное-двійки, 500 м       | Югославія (YUG) Матія Любек Мірко Нішович                                   | Румунія (ROU) Іван Пацайкін Тома Сіміонов                                 | Іспанія (ESP) Енріке Мігес Нарціско Суарес                              |
| Каное-двійки, 1000 м      | Румунія (ROU) Іван Пацайкін Тома Сіміонов                                   | Югославія (YUG) Матія Любек Мірко Нішович                                 | Франція (FRA) Дідьє Ойер Філіпп Рено                                    |
| Байдарки-одиночки, 500 м  | Ієн Фергюсон (NZL)                                                          | Ларс-Ерік Моберг (SWE)                                                    | Бернар Брежон (FRA)                                                     |
| Байдарки-одиночки, 1000 м | Алан Томпсон (NZL)                                                          | Мілан Янич (YUG)                                                          | Грег Бартон (USA)                                                       |
| Байдарки-двійки, 500 м    | Нова Зеландія (NZL) Ієн Фергюсон Пол Макдональд                             | Швеція (SWE) Пер-Інге Бенгтссон Ларс-Ерік Моберг                          | Канада (CAN) Х'ю Фішер Олвін Морріс                                     |
| Байдарки-двійки, 1000 м   | Канада (CAN) Х'ю Фішер Олвін Морріс                                         | Франція (FRA) Бернар Брежон Патрік Лефулон                                | Австралія (AUS) Баррі Келлі Грант Кенні                                 |
| Байдарки-четвірки, 1000 м | Нова Зеландія (NZL) Грант Бремвелл Ієн Фергюсон Пол Макдональд Алан Томпсон | Швеція (SWE) Пер-Інге Бенгтссон Томмі Карлс Ларс-Ерік Моберг Томас Олссон | Франція (FRA) Франсуа Бару Філіпп Боккара Паскаль Бушерит Дідьє Вавассо |

### Жінки
| Дисципліна               | Золото                                                                        | Срібло                                                                     | Бронза                                                               |
| ------------------------ | ----------------------------------------------------------------------------- | -------------------------------------------------------------------------- | -------------------------------------------------------------------- |
| Байдарки-одиночки, 500 м | Агнета Андерссон (SWE)                                                        | Барбара Шюттпельц (FRG)                                                    | Аннемік Деркс (NED)                                                  |
| Байдарки-двійки, 500 м   | Швеція (SWE) Агнета Андерссон Анна Ульссон                                    | Канада (CAN) Олександра Барре Сью Голловей                                 | ФРН (FRG) Йозефа Ідем Барбара Шюттпельц                              |
| Байдарки-четвірки, 500 м | Румунія (ROU) Агафія Константин Настасія Іонеску Текла Марінеску Марія Штефан | Швеція (SWE) Агнета Андерссон Анна Ульссон Єва Карлссон Сусанне Гуннарссон | Канада (CAN) Олександра Барре Люсі Гуай Сью Голловей Барбара Олмстед |